# Robert Noyce

Robert Noyce

Robert Norton Noyce (12/12/1927 – 3/6/1990), biệt hiệu "Thị trưởng của Thung Lũng Silicon", đồng sáng lập Fairchild Semiconductor năm 1957 và Intel Corporation năm 1968. Ông cũng là nhà đồng phát minh (cùng với Jack Kilby) của mạch tích hợp hay microchip (vi mạch), khởi nguồn cuộc cách mạng máy tính cá nhân, đồng thời ông cũng là người đặt tên cho Thung lũng Silicon.

## Tiểu sử
Là một người năng nổ trong suốt cuộc đời mình, Noyce thích đọc các tác phẩm của Hermingway, tự lái máy bay riêng, cùng các hoạt động thể thao như bay lượn bằng dù, và lặn. Noyce tin rằng lĩnh vực vi điện tử sẽ tiếp tục phát triển vượt xa hiện trạng về cả độ phức tạp cũng như sự tinh tế, dẫn đến câu hỏi về những gì xã hội sẽ làm được dựa trên công nghệ. Trong cuộc phỏng vấn cuối cùng, Noyce đã được hỏi ông sẽ làm gì nếu ông là "hoàng đế" của Hoa Kỳ. Ông trả lời rằng, bên cạnh những thứ khác, ông sẽ "...đảm bảo rằng chúng ta có sự chuẩn bị cho thế hệ tiếp theo phát triển mạnh trong một thời đại công nghệ cao. Và điều đó có nghĩa là nền giáo dục của tầng lớp thấp nhất, nghèo nhất, cũng như trình độ sau tốt nghiệp."

### Những năm đầu đời
Noyce được sinh vào ngày 12 tháng 12 năm 1927, tại Burlington, Iowa, là con thứ ba trong một gia đình có bốn người con của Mục sư Ralph Brewster Noyce. Cha ông tốt nghiệp trường Cao đẳng Doane (1915), Cao đẳng Oberlin (1920), và Chủng viện thần học Chicago (1923). Ông cũng đã được đề cử một Học bổng Rhodes. Mục sư Noyce làm việc như một giáo sĩ giáo đoàn và là giám sư của Hội nghị Iowa của giáo đoàn Giáo hội trong những năm 1930 và 1940.
Mẹ ông, bà Hariet May Norton, là con gái của Mục sư Milton J.Norton, một mục sư giáo đoàn, với bà Louise Hill. Mẹ ông tốt nghiệp Cao đẳng Oberlin vào năm 1921 và đã mơ ước trở thành một nhà truyền giáo trước khi kết hôn. Bà đã được mô tả như một người phụ nữ thông minh và có ý chí chỉ huy.
Noyce có ba anh chị em: Donal Sterling Noyce, Gaylord Brewster Noyce và Ralph Harold Noyce. Ký ức tuổi thơ sớm nhất của ông liên quan đến việc ông thắng cha mình trong chò ping pong và cảm thấy hoàn toàn bị sốc khi mẹ ông phản ứng với chiến thắng ly kỳ này bằng một sự phân tâm "Thật tốt khi bố để con giành chiến thắng đúng không?" Kể cả khi mới năm tuổi, Noyce đã cảm thấy bị xúc phạm bởi những quan niệm cố ý thua trong bất cứ điều gì. "Đó không phải là một trò chơi," ông giận dỗi với mẹ mình. "Nếu bạn chơi, hãy chơi để giành chiến thắng!"
Vào mùa hè năm 1940, ở tuổi 12, ông đã cùng em mình chế tạo một máy bay có kích thước bằng một cậu bé, họ đã từng dùng nó để bay từ nóc chuồng ngựa Cao đẳng Grinnell. Sau đó ông đã tạo nên một máy thu thanh từ đầu và cơ giới xe trượt tuyết của mình bằng cách hàn một cánh quạt và một động cơ của một máy giặt cũ vào mặt sau của xe trượt tuyết. Cha mẹ ông đều là những tín đồ nhưng Noyce trở thành một người độc lập và phi tôn giáo trong cuộc sống sau này.

### Giáo dục
Trưởng thành ở Grinnell, Iowa Noyce nhập học tại các trường địa phương. Ông thể hiện tài năng trong lĩnh vực toán học và khoa học khi đang học trung học và vào năm cuối cấp, ông đã được tham dự lớp sinh viên năm nhất khoa Vật lý của Cao đẳng Grinnell. Ông tốt nghiệp trường Trung học Grinnell vào năm 1945 và nhập học Cao đẳng Grinnell vào mùa thu cùng năm. Ông là ngôi sao của bộ môn lặn trong đội hình tham gia giải vô địch hội nghị vùng Trung Tây năm 1947. Khi còn đang học tại Cao đẳng Grinnell, Noyce cũng tham gia vào các hoạt động ca hát, chơi đàn oboe và diễn xuất. Trong năm học đầu tiên, Noyce đã gặp rắc rối khi ăn trộm một con lợn nặng 25 pound từ trang trại của thị trưởng Grinnell và nướng nó tại một buổi tiệc của trường. Thị trưởng đã gửi một bức thư cho gia đình của Noyce, ông nói rằng "tại một bang nông nghiệp như Iowa, trộm cắp vật nuôi là một trọng tội với án phạt tối thiểu một năm trong tù và bồi thường một nghìn đô la." Vì vậy, về cơ bản, Noyce có thể đã bị trục xuất khỏi Cao đẳng Grinnell. Grant Gale, giáo sư vật lý của Noyce và là Chủ tịch của Cao đẳng Grinnel, không muốn mất đi một sinh viên như Robert Noyce, một người rất có tiềm năng. Họ đã thỏa hiệp với thị trưởng để trường bồi thường cho ông ta con lợn, Noyce chỉ bị đình chỉ một học kỳ, và sẽ không bị truy cứu thêm bất cứ trách nhiệm gì. Ông quay trở lại Grinnell và tháng 2 năm 1949. Ông tốt nghiệp Phi Beta Kappa với một bằng cử nhân ngành Vật lý và Toán học từ Cao đẳng Grinnell vào năm 1949. Ông cũng đã nhận được một giải thưởng danh dự từ các bạn học của mình: giải thưởng Brown Derby, và được công nhận là "người đàn ông đẳng cấp đã đạt được điểm số cao nhất với ít nỗ lực nhất trong công việc."
Trong khi đang học, Noyce tham dự một lớp vật lý của giáo sư Grant Gale và đã bị cuốn hút bởi môn vật lý. Gale đã từng giữ hai bóng bán dẫn đầu tiên bên ngoài Phòng thí nghiệm Bells và cho lớp của ông được chiêm ngưỡng, Noyce đã bị thu hút. Gale gợi ý rằng Noyce nên theo học chương trình tiến sĩ tại MIT, và ông đã làm như vậy.
Noyce có một tư duy rất nhanh nhạy đến nỗi các bạn đại học của ông đã gọi ông là "Robert Nhanh Nhẹn". Ông đã nhận được bằng tiến sĩ vật lý từ Viện Công nghệ Massachusetts vào năm 1953.

### Sự nghiệp

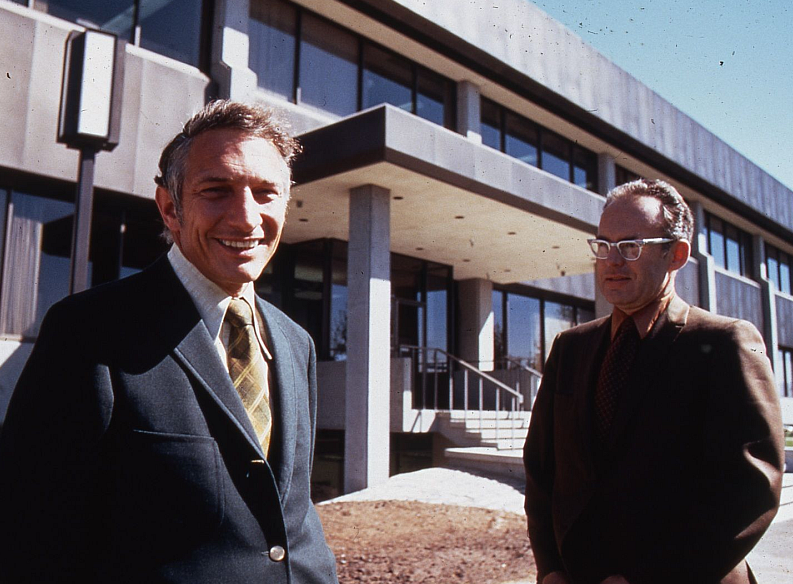
Robert Noyce và Gordon Moore đứng trước tòa nhà Intel SC1 ở Santa Clara năm 1970.

Sau khi tốt nghiệp Viện Công nghệ Massachusetts vào năm 1953, ông bắt đầu công việc đầu tiên của mình như một kỹ sư nghiên cứu tại Philco Corporation ở Philadelphia. Ông nghỉ việc vào năm 1956 để gia nhập Shockley Semiconductor Laboratory, Mountain View, California.
Ông tham gia cùng William Shockley, nhà đồng phát minh ra bóng bán dẫn và sau này là người đoạt giải Nobel tại Shockley Semiconductor Laboratory, một bộ phận của Beckman Instruments.
Noyce nghỉ việc cùng nhóm "Tám kẻ phản bội" vào năm 1957, khi nảy sinh vấn đề liên quan đến chất lượng quản lý, và đã đồng sáng lập ra một công ty có tầm ảnh hưởng Fairchild Semiconductor. Theo Sherman Fairchild, chính bài thuyết trình đầy say mê của Noyce về tầm nhìn của mình là lý do Fairchild đã đồng ý thành lập bộ phận bán dẫn cho nhóm Tám kẻ phản bội.
Noyce cùng với Gordon Moore thành lập Intel vào năm 1968 sau khi rời khỏi Fairchild Semiconductor. Arthur Rock, chủ tịch hội đồng quản trị của Intel và là một nhà đầu tư lớn cho công ty đã nói rằng, để có thể thành công, Intel cần có Noyce, Moore và Andrew Grove. Và nó cần họ theo đúng thứ tự lần lượt. Noyce: một người nhìn xa trông rộng, sinh ra để truyền cảm hứng; Moore: bậc thầy công nghệ; và Grove: một chuyên gia công nghệ trở thành nhà khoa học về quản lý. Văn hóa thoải mái mà Noyce mang đến Intel đã được kế thừa từ phong cách của ông khi còn ở Fairchild Semiconductor. Ông đối xử với nhân viên của mình như người trong gia đình, tán thưởng và khuyến khích làm việc nhóm. Phong cách quản lý theo-đuổi-hạnh-phúc của ông đã tạo cảm hứng cho nhiều câu chuyện thành công ở Thung lũng. Phong cách quản lý của Noyce có để được gọi là phong cách "xắn tay áo". Ông tẩy chay các chiếc xe ưa thích của công ty, chỗ đậu xe được đăng ký riêng, phi cơ riêng, và trang trí nội thất sao cho phù hợp với một môi trường làm việc ít tối giản cấu trúc và thoải mái, nơi mà mọi người có thể đóng góp và không ai được nhận các lợi ích xa hoa. Bằng cách từ chối các đặc quyền của nhà điều hành, ông là một hình mẫu cho các thế hệ CEO tương lai của Intel.
Tại Intel, ông đã giám sát phát minh ra bộ vi xử lý, đây là cuộc cách mạng thứ hai của ông.

## Cuộc sống cá nhân

### Hôn nhân
Năm 1953, Noyce kết hôn với Elizabeth "Betty" BottomleyIn 1953, Elizabeth được sinh vào ngày 7 tháng 10, năm 1930 tại Auburn, Massachusetts, là con gái của Frank Bottomley và Helen McLaren. Elizabeth mất vào ngày 18 tháng 9 năm 1996 tại Bremen. Bà tốt nghiệp trường Mt. Holyoke College năm 1951. Bà chuyển đến Maine năm 1976 sau khi hôn nhân kết thúc và là kết quả của hôn ước, bà được nhận một nửa tài sản chung của hai vợ chồng. Bà trở thành nhà từ thiện và nhà sưu tập nghệ thuật hàng đầu ở Maine. Cả hai vợ chồng có tất cả bốn người con.
Vào 27 tháng Mười Một, năm 1974, Noyce kết hôn cùng Ann Schmeltz Bowers. Bowers là một sinh viên tốt nghiệp năm 1959 của Đại học Cornell, đã được nhận bằng Tiến sĩ danh dự của Đại học Santa Clara, nơi bà là một người được ủy thác trong gần 20 năm. Bà là Giám đốc Nhân sự đầu tiên của Intel Corporation và là Phó Chủ tịch đầu tiên của bộ phận Nhân sự của Apple Inc. Hiện tại bà đang là Chủ tịch hội đồng quản trị và là ủy viên sáng lập của Noyce Foundation.

### Cái chết
Noyce bị một cơn đau tim tại nhà ngày 3 tháng 6 năm 1990, ông từ trần sau đó tại Trung tâm y tế Seton thuộc Austin, Texas.

## Giải thưởng và danh hiệu
Vào tháng 7 năm 1959, ông đã đăng ký bằng sáng chế Hoa Kỳ 2981877, "Semiconductor device-and-lead Structure", một loại mạch tích hợp. Nỗ lực độc lập này đã được ghi nhận chỉ một vài tháng sau các phát hiện quan trọng của nhà phát minh Jack Kilby. Nhằm tôn vinh đồng phát minh của ông về mạch tích hợp và tác động làm thay đổi thế giới của nó, ba tổng thống Hoa Kỳ đã vinh danh ông.
Noyce là người nắm giữ nhiều danh hiệu và giải thưởng. Tổng thống Ronald Reagan đã trao tặng ông Huân chương Quốc gia về Công nghệ vào năm 1987. Hai năm sau, ông được giới thiệu vào U.S. Business Hall of Fame được tài trợ bởi Junior Achievement, trong một bài thuyết trình nhân dịp lễ của Tổng thống George H. W. Bush. Năm 1990, Noyce - cùng với những người khác, Jack Kilby và nhà phát minh ra bóng bán dẫn John Bardeen - đã được nhận Huân chương Thành tựu Trọn đời trong lễ kỷ niệm hai trăm năm Đạo luật Bằng sáng chế.
Noyce nhận được huy chương Stuart Ballantine của Viện Franklin vào năm 1966. Ông đã được trao Huân chương Danh dự IEEE vào năm 1978 "vì những đóng góp của ông đối với mạch tích hợp silic, một nền tảng của các thiết bị điện tử hiện đại." Vào năm 1979, ông đã được trao Huân chương Khoa học Quốc gia. Noyce đã được bầu là Ủy viên Học viện Mỹ thuật và Khoa học vào năm 1980. Học viện Kỹ thuật Quốc gia trao tặng ông giải Charles Stark Draper năm 1989.
Tên ông được đặt cho một tòa nhà khoa học tại Cao đẳng Grinnell, trường cũ của ông.
Vào tháng 12 năm 2011, Noyce được vinh danh bằng một Google Doodle nhằm kỷ niệm 84 năm ngày sinh của ông.

## Di sản
Tổ chức Noyce Foundation được thành lập năm 1991 bởi chính gia đình ông. Mục đích chính là tăng cường, cải tiến giáo dục công về toán học và khoa học cho cấp sau phổ thông.

## Các bằng phát minh
Noyce đã được công nhận 15 bằng sáng chế.
- Bằng sáng chế Hoa Kỳ số 2.875.141 Method and apparatus for forming semiconductor structures, filed August 1954, issued February 1959, assigned to Philco Corporation
- Bằng sáng chế Hoa Kỳ số 2.929.753 Transistor structure and method, filed April 1957, issued March 1960, assigned to Beckmann Instruments
- Bằng sáng chế Hoa Kỳ số 2.959.681 Semiconductor scanning device, filed June 1959, issued November 1960, assigned to Fairchild Semiconductor
- Bằng sáng chế Hoa Kỳ số 2.968.750 Transistor structure and method of making the same, filed March 1957, issued January 1961, assigned to Clevite Corporation
- Bằng sáng chế Hoa Kỳ số 2.971.139 Semiconductor switching device, filed June 1959, issued February 1961, assigned to Fairchild Semiconductor
- Bằng sáng chế Hoa Kỳ số 2.981.877 Semiconductor Device and Lead Structure, filed July 1959, issued April 1961, assigned to Fairchild Semiconductor
- Bằng sáng chế Hoa Kỳ số 3.010.033 Field effect transistor, filed January 1958, issued November 1961, assigned to Clevite Corporation
- Bằng sáng chế Hoa Kỳ số 3.098.160 Field controlled avalanche semiconductive device, filed February 1958, issued July 1963, assigned to Clevite Corporation
- Bằng sáng chế Hoa Kỳ số 3.108.359 Method for fabricating transistors, filed June 1959, issued October 1963, assigned to Fairchild Camera and Instrument Corp.
- Bằng sáng chế Hoa Kỳ số 3.111.590 Transistor structure controlled by an avalanche barrier, filed June 1958, issued November 1963, assigned to Clevite Corporation
- Bằng sáng chế Hoa Kỳ số 3.140.206 Method of making a transistor structure (coinventor William Shockley), filed April 1957, issued July 1964, assigned to Clevite Corporation
- Bằng sáng chế Hoa Kỳ số 3.150.299 Semiconductor circuit complex having isolation means, filed September 1959, issued September 1964, assigned to Fairchild Camera and Instrument Corp.
- Bằng sáng chế Hoa Kỳ số 3.183.129 Method of forming a semiconductor, filed July 1963, issued May 1965, assigned to Fairchild Camera and Instrument Corp.
- Bằng sáng chế Hoa Kỳ số 3.199.002 Solid state circuit with crossing leads, filed April 1961, issued August 1965, assigned to Fairchild Camera and Instrument Corp.
- Bằng sáng chế Hoa Kỳ số 3.325.787 Trainable system, filed October 1964, issued June 1967, assigned to Fairchild Camera and Instrument Corp.

## Trích dẫn
1. ↑  Lécuyer, p. 129
2. ↑  K. Krishna Murty (2005), Spice In Science, Pustak Mahal, trang 192, ISBN 978-81-223-0900-3. Truy cập ngày 12 tháng 12 năm 2011.
3. 1 2 3  Wolfe, Tom (tháng 12 năm 1983). "The Tinkerings of Robert Noyce" Lưu trữ ngày 27 tháng 2 năm 2009 tại Wayback Machine. Tạp chí Esquire: trang 346–74. Truy cập ngày 7 tháng 5 năm 2010.
4. ↑  Berlin, Leslie. "Adrenaline and Gasoline." The Man behind the Microchip: Robert Noyce and the Invention of Silicon Valley. Oxford: Oxford UP, 2005. 22-23.
5. 1 2 3  Shurkin, Joel N. Broken Genius: The Rise and Fall of William Shockley, Creator of the Electronic Age, Nhà xuất bản Palgrave Macmillan, 2007
6. ↑  Garten, Jeffrey E. (ngày 11 tháng 4 năm 2005). "Andy Grove Made The Elephant Dance". Bloomberg. Truy cập ngày 28 tháng 2 năm 2017
7. ↑  "Elizabeth B. Noyce, 65, Benefactor of Maine With Vast Settlement From Her Divorce". The New York Times. ngày 20 tháng 9 năm 1996. Truy cập ngày 10 tháng 4 năm 2010.
8. ↑  "Class notes 1950-1959". Tạp chí Cornell Alumni. Số tháng Chín - Mười, năm 2007
9. ↑  "Noyce Foundation: About Us" Lưu trữ ngày 25 tháng 12 năm 2011 tại Wayback Machine. Truy cập ngày 28 tháng 2 năm 2017
10. ↑  Hays, Constance L. (ngày 4 tháng 6 năm 1990). "An Inventor of the Microchip, Robert N. Noyce, Dies at 62". The New York Times. Truy cập ngày 10 tháng 4 năm 2010.
11. ↑   "The National Medal of Technology and Innovation Recipients - 1987". Văn phòng Bằng phát minh và Bản quyền Hoa Kỳ. Truy cập ngày 28 tháng 2 năm 2017.
12. ↑  "IEEE Medal of Honor Recipients", IEEE. Truy cập ngày 6 tháng 12 năm 2011.
13. ↑  "Robert Noyce". IEEE Global History Network. IEEE. Truy cập ngày 18 tháng 7 năm 2011.
14. ↑  "Book of Members, 1780-2010: Chapter N" (PDF). American Academy of Arts and Sciences. Truy cập ngày 20 tháng Tư năm 2011.
15. ↑  "Robert Noyce Google Doodle: Logo conducts tribute to Intel co-founder and 'mayor of Silicon Valley'". The Washington Post. Ngày 12 tháng 12 năm 2011. Truy cập ngày 12 tháng 12 năm 2011.
16. ↑  "Noyce Foundation: About Us". Bản gốc lưu trữ ngày 25 tháng 12 năm 2011. Truy cập ngày 2 tháng 1 năm 2012.